# Pops der Sternenjunge
Pops der Sternenjunge ist der Name einer Hörspielserie des Labels Europa. Hauptfiguren sind der Außerirdische Pops und die beiden Kinder Steffi und Nico, die ihn auf seinen Abenteuern begleiten. Die Serie wurde 1989 veröffentlicht und umfasst sechs Folgen.

## Figuren
Pops
Pops ist ein Außerirdischer vom Planeten Lelila. In der ersten Folge landet er mit seinem Raumschiff auf der Erde und freundet sich dort mit den beiden Kindern Steffi und Nico Kramer an. Die technologischen Fähigkeiten seiner Rasse sind fortgeschrittener als die der Menschen, so kann er etwa mit einem kleinen Gerät Wunden in wenigen Sekunden komplett verheilen lassen oder sich unsichtbar machen. Allerdings reagiert er sehr stark auf Milch und verwüstet im Rausch auch schon einmal das Haus der Familie Kramer.
Familie Kramer
Die beiden Geschwister Steffi und Nico nehmen Pops bei sich auf. Anfänglich halten sie diesen Vorfall gegenüber ihren Eltern Maria und Rudolf Kramer geheim, doch im Laufe der Serie lernen auch die Erwachsenen den Außerirdischen kennen.

## Episoden
- 1. Hier kommt Pops
- 2. Pops reist durch die Weltgeschichte
- 3. Pops hat Geburtstag
- 4. Pops im Krankenhaus
- 5. Die Reise nach Lelila
- 6. Pops und das Schloßgespenst

## Sprecher
| Figur         | Sprecher       |
| ------------- | -------------- |
| Erzähler      | Rainer Schmitt |
| Pops          | Michael Harck  |
| Steffi Kramer | Verena Großer  |
| Nico Kramer   | Gregor Reisch  |
| Maria Kramer  | Antje Roosch   |
| Rudolf Kramer | Günther Flesch |